# Гомеостат
Гоме́остат (від ὁμοιος — однаковий, подібний і στάσις — стан, нерухомість) — самоорганізована система, що моделює здатність живих організмів підтримувати деякі величини (наприклад, температуру тіла) у фізіологічно допустимих межах (див. Гомеостаз).
Англійський вчений Вільям Росс Ешбі, винахідник гомеостата, сконструював його (1948) у вигляді пристрою, що складається з чотирьох магнітних систем, які мають перехресні зворотні зв'язки. Кожен зв'язок регулюється за допомогою кільцевого реостата з відводами, які перемикаються при переміщеннях магнітів і забезпечують системі декілька сотень тисяч різних станів. При нестійкому стані магніти переміщуються, випадково змінюючи схему з'єднань гомеостата, відшукуючи нове положення, при якому досягається стан стійкої рівноваги. Гомеостат має здатність до самоорганізації, тобто може певною мірою навчатися і пристосовуватися формами своєї поведінки до сталої рівноваги з довкіллям при деякій випадковості у внутрішній будові (наприклад, при зміні параметрів, зв'язків з довкіллям, часткової поломки).